# 古賀栄美
古賀 栄美 (こが　えみ) は、日本の検察官。

## 人物
富山県高岡市出身。京都大学法学部を卒業後、1993年に検事任官。
金沢地方検察庁次席検事、京都地方検察庁特別刑事部長、大阪地方検察庁総務部長、大阪高等検察庁総務部長、大阪地方検察庁堺支部長、最高検察庁検事、鹿児島地方検察庁検事正を経て、2024年熊本地方検察庁検事正、2025年退官。